# Otterbukta
Die Otterbukta (norwegisch) ist ein kleiner Eishafen vor der Prinzessin-Martha-Küste des ostantarktischen Königin-Maud-Lands. Die Bucht liegt am Rand des Fimbul-Schelfeises.
Norwegische Wissenschaftler benannten sie wahrscheinlich nach Flugzeugen des Typs de Havilland Canada DHC-3 „Otter“, die häufig in der Antarktis zum Einsatz kamen.